# Co·no·mi·chi
《co·no·mi·chi》是日本女子偶像組合Buono!的第6張單曲。2009年1月21日發售。發售公司是波麗佳音。

## 概要
- 初回限定盤是CD和DVD、通常盤是CD構成。初回限定盤和通常盤有活動參加抽選序號卡和Buono!原創閃卡（初回･通常不同的模式）封入。
- 「co·no·mi·chi」的中心是嗣永桃子。

## 收錄曲
1. co·no·mi·chi
（作詞：三浦徳子、作曲：淳君♂[3]、編曲：AKIRASTAR・中山信彦）
『守護甜心!!心跳』片尾曲（2009年2月 - 3月）
2. 無敵の∞Power
（作詞：川上夏季、作曲：オオヤギヒロオ、編曲：木之下慶行）
3. co·no·mi·chi (Instrumental)
4. 無敵の∞Power (Instrumental)

## 備註
1. ↑  . ナタリー. 2008-12-19  [2012-03-18]. （原始内容存档于2016-03-04）.
2. ↑  . ナタリー. 2009-01-08  [2012-03-18]. （原始内容存档于2016-03-04）.
3. ↑  通常作詞・作曲時にはつんくの表記を使用するが、この曲に於いてはつんく♂である。

## 外部連結
- YouTube上的Buono! 『co・no・mi・chi』 (MV)
- レビュー: co・no・mi・chi / Buono! - hotexpress
- Buono!官方唱片Archive.today的存檔，存档日期2009-05-02